# Liste des cantons de la Somme

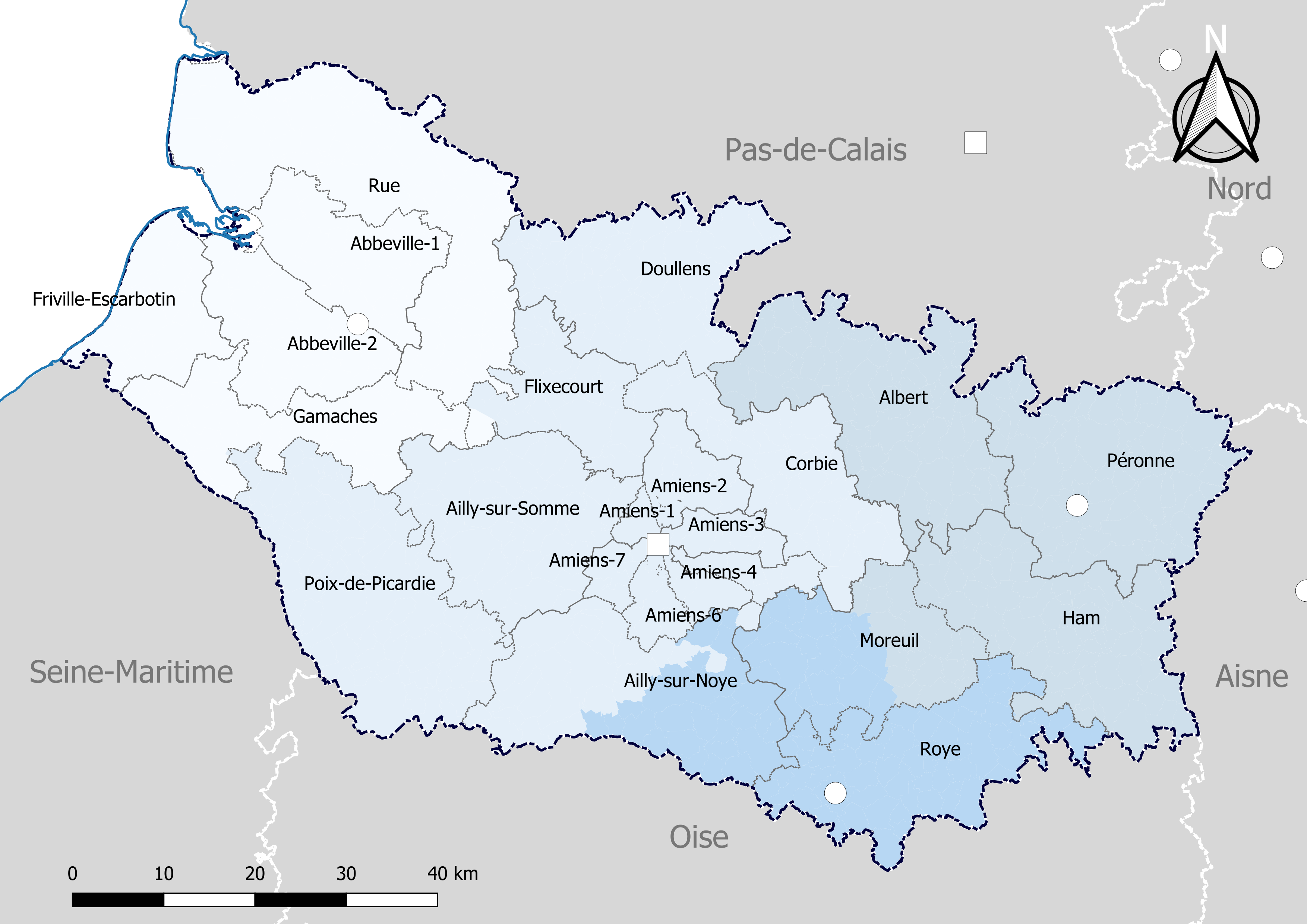
Découpage cantonal du département de la Somme, avec en surimpression les arrondissements (en nuances de bleu) - Carte arrêtée au 1er janvier 2019.

Dans le cadre de la réforme territoriale engagée en 2010, un nouveau découpage territorial a été défini par le décret du 26 février 2014 pour le département de la Somme. Lors des élections de mars 2015, il y avait donc 23 cantons pour la Somme et 46 conseillers départementaux (binômes homme-femme) qui sont élus au Conseil départemental. 

## Découpage cantonal 1973-2014

Découpage antérieur à 2015

Liste des 46 cantons du département de la Somme, par arrondissement :
- arrondissement d'Abbeville (12 cantons - sous-préfecture : Abbeville) :
canton d'Abbeville-Nord - canton d'Abbeville-Sud - canton d'Ailly-le-Haut-Clocher - canton d'Ault - canton de Crécy-en-Ponthieu - canton de Friville-Escarbotin - canton de Gamaches - canton d'Hallencourt - canton de Moyenneville - canton de Nouvion - canton de Rue - canton de Saint-Valery-sur-Somme

- arrondissement d'Amiens (21 cantons - préfecture : Amiens) :
canton d'Acheux-en-Amiénois - canton d'Amiens-1 (Ouest) - canton d'Amiens-2 (Nord-Ouest) - canton d'Amiens-3 (Nord-Est) - canton d'Amiens-4 (Est) - canton d'Amiens-5 (Sud-Est) - canton d'Amiens-6 (Sud) - canton d'Amiens-7 (Sud-Ouest) - canton d'Amiens-8 (Nord) - canton de Bernaville - canton de Boves - canton de Conty - canton de Corbie - canton de Domart-en-Ponthieu - canton de Doullens - canton de Hornoy-le-Bourg - canton de Molliens-Dreuil - canton d'Oisemont - canton de Picquigny - canton de Poix-de-Picardie - canton de Villers-Bocage (Somme)

- arrondissement de Montdidier (5 cantons - sous-préfecture : Montdidier) :
canton d'Ailly-sur-Noye - canton de Montdidier - canton de Moreuil - canton de Rosières-en-Santerre - canton de Roye

- arrondissement de Péronne (8 cantons - sous-préfecture : Péronne) :
canton d'Albert - canton de Bray-sur-Somme - canton de Chaulnes - canton de Combles - canton de Ham - canton de Nesle - canton de Péronne - canton de Roisel

### Homonymies
Le canton de Villers-Bocage avait un homonyme exact dans le département du Calvados.
Il n'y a pas d'homonymies pour les arrondissements de Montdidier et de Péronne, ni pour les cantons de Montdidier et de Péronne, mais il en existe pour chacune des communes chefs-lieux.
Il n'y a pas d'homonymies pour les cantons de Moyenneville, de Rue et de Roye, mais il en existe pour chacune des communes chefs-lieux.

## Redécoupage cantonal de 2014
Dans la poursuite de la réforme territoriale engagée en 2010, l'Assemblée nationale adopte définitivement le 17 avril 2013 la réforme du mode de scrutin pour les élections départementales destinée à garantir la parité hommes/femmes. Les lois (loi organique 2013-402 et loi 2013-403) sont promulguées le 17 mai 2013. Un nouveau découpage territorial est défini par décret du 26 février 2014 pour le département de la Somme. Celui-ci entre en vigueur lors du premier renouvellement général des assemblées départementales suivant la publication du décret, prévu en mars 2015. Les conseillers départementaux sont élus au scrutin majoritaire binominal mixte. Les électeurs de chaque canton éliront au Conseil départemental, nouvelle appellation des Conseils généraux, deux membres de sexe différent, qui se présenteront en binôme de candidats. Les conseillers départementaux seront élus pour 6 ans au scrutin binominal majoritaire à deux tours, l'accès au second tour nécessitant 10 % des inscrits au 1er tour. En outre la totalité des conseillers départementaux est renouvelée.
Ce nouveau mode de scrutin nécessite un redécoupage des cantons dont le nombre est divisé par deux avec arrondi à l'unité impaire supérieure si ce nombre n'est pas entier impair et avec des conditions de seuils minimaux. Dans la Somme le nombre de cantons passe ainsi de 46 à 23.
Les critères du remodelage cantonal sont les suivants : le territoire de chaque canton doit être défini sur des bases essentiellement démographiques, le territoire de chaque canton doit être continu et les communes de moins de 3 500 habitants sont entièrement comprises dans le même canton. Il n’est fait référence, ni aux limites des arrondissements, ni à celles des circonscriptions législatives.
Conformément à de multiples décisions du Conseil constitutionnel depuis 1985 et notamment  sa décision no 2010-618 DC du 9 décembre 2010,  il est admis que le principe d’égalité des électeurs au regard des critères démographiques est respecté lorsque le ratio conseiller/habitant de la circonscription est compris dans une fourchette de 20 % de part et d'autre du ratio moyen conseiller/habitant du département. Pour le département de la Somme, la population de référence est la population légale en vigueur au 1er janvier 2013, à savoir la population millésimée 2010, soit 570 741 habitants. Avec 23 cantons la population moyenne par conseiller départemental est de 24 815 habitants. Ainsi la population de chaque nouveau canton doit-elle être comprise entre 19 852 habitants et 29 778 habitants pour respecter le principe de l'égalité citoyenne au vu des critères démographiques.

### Composition détaillée des cantons
| N° | Nom du Canton       | Bureau centralisateur | Population 2010             | Écart /moyenne | Nombre de communes entières | Communes composant le canton |
| -- | ------------------- | --------------------- | --------------------------- | -------------- | --------------------------- | --- |
| 1  | Abbeville-1         | Abbeville             | 11 760 + fraction Abbeville |                | 23 + fraction Abbeville     | 1. Les communes suivantes : Agenvillers, Bellancourt, Buigny-Saint-Maclou, Canchy, Caours, Domvast, Drucat, Forest-l'Abbaye, Forest-Montiers, Gapennes, Grand-Laviers, Hautvillers-Ouville, Lamotte-Buleux, Millencourt-en-Ponthieu, Neufmoulin, Neuilly-l'Hôpital, Nouvion, Noyelles-sur-Mer, Ponthoile, Port-le-Grand, Sailly-Flibeaucourt, Le Titre, Vauchelles-les-Quesnoy. 2. La partie de la commune d'Abbeville située au nord d'une ligne définie par l'axe des voies et limites suivantes : depuis la limite territoriale de la commune de Vauchelles-les-Quesnoy, route d'Amiens (route départementale 1001), chemin des Postes, avenue Charles-Bignon (exclue), rue Saint-Gilles, rue du Maréchal-Foch, place Max-Lejeune, rue Jean-de-Ponthieu, place de l'Amiral-Courbet, rue des Teinturiers, rue Jules-Magnier, rue de l'Eauette, place Saint-Jacques, grande-rue Saint-Jacques, rue Ledien, cours de la Somme, ligne de chemin de fer, jusqu'à la limite territoriale de la commune de Grand-Laviers. |
| 2  | Abbeville-2         | Abbeville             | 14 138 + fraction Abbeville |                | 24 + fraction Abbeville     | 1° Les communes suivantes : Acheux-en-Vimeu, Arrest, Béhen, Boismont, Bray-lès-Mareuil, Cahon, Cambron, Eaucourt-sur-Somme, Épagne-Épagnette, Ercourt, Estrébœuf, Franleu, Grébault-Mesnil, Huchenneville, Mareuil-Caubert, Miannay, Mons-Boubert, Moyenneville, Quesnoy-le-Montant, Saigneville, Saint-Valery-sur-Somme, Tœufles, Tours-en-Vimeu, Yonval. 2° La partie de la commune d'Abbeville non incluse dans le canton d'Abbeville-1. |
| 3  | Ailly-sur-Noye      | Ailly-sur-Noye        | 20 499                      | 0,83           | 52                          | Ailly-sur-Noye, Aubvillers, Bacouel-sur-Selle, Belleuse, Bosquel, Brassy, Chaussoy-Épagny, Chirmont, Contre, Conty, Cottenchy, Coullemelle, Courcelles-sous-Thoix, Dommartin, Esclainvillers, Essertaux, Estrées-sur-Noye, La Faloise, Flers-sur-Noye, Fleury, Folleville, Fossemanant, Fouencamps, Fransures, Frémontiers, Grattepanche, Grivesnes, Guyencourt-sur-Noye, Hallivillers, Jumel, Lawarde-Mauger-l'Hortoy, Louvrechy, Mailly-Raineval, Monsures, Namps-Maisnil, Monsures, Namps-Maisnil, Nampty, Ô-de-Selle, Oresmaux, Plachy-Buyon, Prouzel, Quiry-le-Sec, Remiencourt, Rogy, Rouvrel, Saint-Sauflieu, Sauvillers-Mongival, Sentelie, Sourdon, Thézy-Glimont, Thoix, Thory, Velennes. |
| 4  | Ailly-sur-Somme     | Ailly-sur-Somme       | 23 103                      | 0,93           | 44                          | Ailly-sur-Somme, Airaines, Argœuves, Avelesges, Belloy-sur-Somme, Bougainville, Bourdon, Bovelles, Breilly, Briquemesnil-Floxicourt, Camps-en-Amiénois, Cavillon, La Chaussée-Tirancourt, Clairy-Saulchoix, Creuse, Crouy-Saint-Pierre, Dreuil-lès-Amiens, Ferrières, Fluy, Fourdrinoy, Fresnoy-au-Val, Guignemicourt, Hangest-sur-Somme, Laleu, Le Mesge, Métigny, Molliens-Dreuil, Montagne-Fayel, Oissy, Picquigny, Pissy, Quesnoy-sur-Airaines, Quevauvillers, Revelles, Riencourt, Saint-Aubin-Montenoy, Riencourt, Saint-Aubin-Montenoy, Saint-Sauveur, Saisseval, Saveuse, Seux, Soues, Tailly, Warlus, Yzeux. |
| 5  | Albert              | Albert                | 27 905                      | 1,12           | 65                          | Acheux-en-Amiénois, Albert, Arquèves, Auchonvillers, Authie, Authuille, Aveluy, Bayencourt, Bazentin, Beaucourt-sur-l'Ancre, Beaumont-Hamel, Bécordel-Bécourt, Bertrancourt, Bouzincourt, Bray-sur-Somme, Buire-sur-l'Ancre, Bus-lès-Artois, Cappy, Carnoy-Mametz, Chuignolles, Coigneux, Colincamps, Contalmaison, Courcelette, Courcelles-au-Bois, Curlu, Dernancourt, Éclusier-Vaux, Englebelmer, Étinehem-Méricourt, Forceville, Fricourt, Frise, Grandcourt, Harponville, Hédauville, Harponville, Hédauville, Hérissart, Irles, Laviéville, Léalvillers, Louvencourt, Mailly-Maillet, Maricourt, Marieux, Méaulte, Mesnil-Martinsart, Millencourt, Miraumont, Montauban-de-Picardie, Morlancourt, La Neuville-lès-Bray, Ovillers-la-Boisselle, Pozières, Puchevillers, Pys, Raincheval, Saint-Léger-lès-Authie, Senlis-le-Sec, Suzanne, Thiepval, Thièvres, Toutencourt, Varennes, Vauchelles-lès-Authie, Ville-sur-Ancre. |
| 6  | Amiens-1            | Amiens                | fraction Amiens             |                | fraction Amiens             | Partie de la commune d'Amiens située au nord et à l'ouest d'une ligne définie par l'axe des voies et limites suivantes : depuis la limite territoriale de la commune de Pont-de-Metz, cours d'eau dit du « Fossé Mancel », passant à l'intersection des rues du Chapitre et des Deux-Ponts, chemin latéral de la Haute-Selle, allée des Soupirs, allée du Tivoli, boulevard des Fédérés, rue Pinsard, ligne passant par les numéros 44 et 47 de la rue Saint-Roch, les numéros 11 et 46 du boulevard Garibaldi et le carrefour du Marché-aux-Chevaux, rue de la Hotoie, rue au Lin (exclue), rue des Chaudronniers (exclue), rue du Marché-Lanselles, place au Feurre, rue des Francs-Muriers (exclue), grande-rue de la Veillère (exclue), rue du Bout-de-la-Veillère (exclue), rue de la Résistance, cours du bras de la Somme longeant la rue des Déportés, avenue du Général-de-Gaulle, carrefour Georges-Clemenceau, rue Franklin-Roosevelt, avenue Roger-Dumoulin, jusqu'à la limite territoriale de la commune de Poulainville. |
| 7  | Amiens-2            | Amiens                | 6 727 + fraction Amiens     |                | 10 + fraction Amiens        | 1° Les communes suivantes : Allonville, Bertangles, Cardonnette, Coisy, Montonvillers, Poulainville, Querrieu, Rainneville, Saint-Gratien, Villers-Bocage. 2° La partie de la commune d'Amiens située à l'est et au nord d'une ligne définie par l'axe des voies et limites suivantes : depuis la limite territoriale de la commune de Poulainville, avenue Roger-Dumoulin, rue Franklin-Roosevelt, carrefour Georges-Clemenceau, rue Robert-Schumann, rue Winston-Churchill, rue Delalande, rue Gabriel-Fauré, rue Pierre-et-Maurice-Garet, rue René-Coty, rue de l'Abbé-Dumont, rue Lucien-Lecointe, boulevard de Roubaix, avenue de la Défense-Passive, jusqu'à la limite territoriale de la commune de Rivery. |
| 8  | Amiens-3            | Amiens                | 10 392 + fraction Amiens    |                | 7 + fraction Amiens         | 1° Les communes suivantes : Aubigny, Bussy-lès-Daours, Camon, Daours, Lamotte-Brebière, Rivery, Vecquemont. 2° La partie de la commune d'Amiens située à l'est d'une ligne définie par l'axe des voies et limites suivantes : depuis la limite territoriale de la commune de Rivery, avenue de la Défense-Passive, boulevard de Roubaix, rue Lucien-Lecointe, rue de l'Abbé-Dumont, rue René-Coty, rue Pierre-et-Maurice-Garet, rue Gabriel-Fauré, rue Delalande, rue Winston-Churchill, rue Robert-Schumann, carrefour Georges-Clemenceau, avenue du Général-de-Gaulle, cours du bras de la Somme longeant la rue des Déportés, rue de la Résistance, grande-rue de la Veillère (incluse), rue des Francs-Mûriers (incluse), place au Feurre, rue du Marché-Lanselles, rue des Orfèvres, rue Flatters, rue Henri-IV, place Notre-Dame, rue Cormont, place Saint-Michel, rue Adéodat-Lefèvre, rue des Augustins, rue de la Barette, boulevard d'Alsace-Lorraine, place Alphonse-Fiquet, ligne de chemin de fer, pont de la Solitude, rue de l'Agrappin, rue Voyelle, jusqu'à la Somme. |
| 9  | Amiens-4            | Amiens                | 11 768 + fraction Amiens    |                | 6 + fraction Amiens         | 1° Les communes suivantes : Blangy-Tronville, Cachy, Gentelles, Glisy, Longueau, Villers-Bretonneux. 2° La partie de la commune d'Amiens située au sud et à l'est d'une ligne définie par l'axe des voies et limites suivantes : depuis la limite territoriale de la commune de Camon, rue Voyelle, rue de l'Agrappin, pont de la Solitude, ligne de chemin de fer, ligne droite dans le prolongement de la rue du Pinceau (exclue), rue Jules-Barni, rue de Cagny, rue du Chemin-Vert, rue Blaise-Pascal (incluse), rue Babeuf (incluse), allée des Coccinelles (exclue), rue de la 3e-Division-d'Infanterie (exclue), rue Descartes, rue Condorcet (square Choderlos-de-Laclos inclus), rue de Cagny, ligne tracée dans le prolongement de l'impasse André-Lurçat traversant la rue du Héron-Cendré à son intersection avec la rue Marcel-Paul et la rue du Bel-Air aux numéros 27 et 34 et son prolongement jusqu'à l'Avre et la limite territoriale de la commune de Cagny. |
| 10 | Amiens-5            | Amiens                | 4 228 + fraction Amiens     |                | 2 + fraction Amiens         | 1° Les communes suivantes : Boves, Cagny. 2° La partie de la commune d'Amiens située au sud d'une ligne définie par l'axe des voies et limites suivantes : depuis la limite territoriale de la commune de Cagny, ligne tracée dans le prolongement de l'impasse André-Lurçat traversant la rue du Héron-Cendré à son intersection avec la rue Marcel-Paul et la rue du Bel-Air aux numéros 27 et 34 et son prolongement depuis le cours de l'Avre, rue de Cagny, rue Condorcet (exclue), rue Descartes, rue de la 3e-Division-d'Infanterie (incluse), allée des Coccinelles (incluse), rue Babeuf (exclue), rue Blaise-Pascal (exclue), rue du Chemin-Vert (exclue), rue de Cagny (exclue), rue Jules-Barni, rue du Pinceau, ligne de chemin de fer, place Alphonse-Fiquet (des numéros 1 à 29 et 4 à 28 et tour Perret), boulevard de Belfort, mail Albert-Ier, rue des Otages, place du Maréchal-Joffre (incluse), boulevard Jules-Verne (exclu), rue Charles-Dubois (incluse), rue Paul-Sautai, rue Saint-Fuscien, jusqu'à la limite territoriale de la commune de Saint-Fuscien. |
| 11 | Amiens-6            | Amiens                | 4 462 + fraction Amiens     |                | 5 + fraction Amiens         | 1° Les communes suivantes : Dury, Hébécourt, Rumigny, Sains-en-Amiénois, Saint-Fuscien. 2° La partie de la commune d'Amiens située à l'ouest et au sud d'une ligne définie par l'axe des voies et limites suivantes : depuis la limite territoriale de la commune de Saint-Fuscien, rue Saint-Fuscien, rue Paul-Sautai, rue Charles-Dubois (exclue), boulevard Jules-Verne (inclus), place du Maréchal-Joffre (exclue), rue des Otages (incluse), mail Albert-Ier, boulevard de Belfort, boulevard d'Alsace-Lorraine, rue de la Barette, rue des Augustins, rue Adéodat-Lefèvre, place Saint-Michel, rue Cormont, place Notre-Dame, rue Flatters, rue des Orfèvres, rue du Marché-Lanselles, place Gambetta (incluse), rue de la République (incluse), rue des Cordeliers (incluse), rue de Beauvais (exclue), rue du Maréchal-de-Lattre-de-Tassigny (exclue), boulevard Maignan-Larivière (exclu), place Longueville, rue Lenôtre (exclue), esplanade Edouard-Branly (exclue), rue de Paris (incluse), rue Saint-Honoré (incluse), carrefour du boulevard de Châteaudun, rue Jean-Moulin (exclue), jusqu'à la limite territoriale de la commune de Salouël.                                                                                          |
| 12 | Amiens-7            | Amiens                | 9 516 + fraction Amiens     |                | 4 + fraction Amiens         | 1° Les communes suivantes : Pont-de-Metz, Saleux, Salouël, Vers-sur-Selles. 2° La partie de la commune d'Amiens non incluse dans les cantons d'Amiens-1, d'Amiens-2, d'Amiens-3, d'Amiens-4, d'Amiens-5 et d'Amiens-6. |
| 13 | Corbie              | Corbie                | 23 930                      | 0,96           | 40                          | Baizieux, Bavelincourt, Beaucourt-sur-l'Hallue, Béhencourt, Bonnay, Bresle, Cerisy, Chipilly, Contay, Corbie, Fouilloy, Franvillers, Fréchencourt, Le Hamel, Hamelet, Heilly, Hénencourt, Lahoussoye, Lamotte-Warfusée, Marcelcave, Méricourt-l'Abbé, Mirvaux, Molliens-au-Bois, Montigny-sur-l'Hallue, Morcourt, Naours, Pierregot, Pont-Noyelles, Ribemont-sur-Ancre, Rubempré, Sailly-Laurette, Sailly-le-Sec, Talmas, Treux, Vadencourt, Vaire-sous-Corbie, Vadencourt, Vaire-sous-Corbie, Vaux-sur-Somme, La Vicogne, Wargnies, Warloy-Baillon. |
| 14 | Doullens            | Doullens              | 21 041                      | 0,85           | 44                          | Agenville, Autheux, Authieule, Barly, Béalcourt, Beaumetz, Beauquesne, Beauval, Bernâtre, Bernaville, Berneuil, Boisbergues, Bonneville, Bouquemaison, Brévillers, Candas, Conteville, Domesmont, Domléger-Longvillers, Doullens, Épécamps, Fieffes-Montrelet, Fienvillers, Frohen-sur-Authie, Gézaincourt, Gorges, Grouches-Luchuel, Hem-Hardinval, Heuzecourt, Hiermont, Humbercourt, Longuevillette, Lucheux, Maizicourt, Le Meillard, Mézerolles, Le Meillard, Mézerolles, Montigny-les-Jongleurs, Neuvillette, Occoches, Outrebois, Prouville, Remaisnil, Saint-Acheul, Terramesnil. |
| 15 | Flixecourt          | Flixecourt            | 21 282                      | 0,86           | 24                          | Berteaucourt-les-Dames, Bettencourt-Saint-Ouen, Bouchon, Canaples, Condé-Folie, Domart-en-Ponthieu, L'Étoile, Flesselles, Flixecourt, Franqueville, Fransu, Halloy-lès-Pernois, Havernas, Lanches-Saint-Hilaire, Pernois, Ribeaucourt, Saint-Léger-lès-Domart, Saint-Ouen, Saint-Vaast-en-Chaussée, Surcamps, Vauchelles-lès-Domart, Vaux-en-Amiénois, Vignacourt, Ville-le-Marclet. |
| 16 | Friville-Escarbotin | Friville-Escarbotin   | 28 134                      | 1,13           | 24                          | Allenay, Ault, Béthencourt-sur-Mer, Bourseville, Brutelles, Cayeux-sur-Mer, Fressenneville, Friaucourt, Friville-Escarbotin, Lanchères, Méneslies, Mers-les-Bains, Nibas, Ochancourt, Oust-Marest, Pendé, Saint-Blimont, Saint-Quentin-la-Motte-Croix-au-Bailly, Valines, Tully, Vaudricourt, Woignarue, Woincourt, Yzengremer. |
| 17 | Gamaches            | Gamaches              | 24 120                      | 0,97           | 36                          | Aigneville, Allery, Bailleul, Beauchamps, Bettencourt-Rivière, Biencourt, Bouillancourt-en-Séry, Bouttencourt, Bouvaincourt-sur-Bresle, Buigny-lès-Gamaches, Chépy, Citerne, Dargnies, Doudelainville, Embreville, Érondelle, Feuquières-en-Vimeu, Fontaine-sur-Somme, Frettemeule, Frucourt, Gamaches, Hallencourt, Huppy, Liercourt, Limeux, Longpré-les-Corps-Saints, Maisnières, Martainneville, Mérélessart, Ramburelles, Saint-Maxent, Sorel-en-Vimeu, Tilloy-Floriville, Vaux-Marquenneville, Vismes, Wiry-au-Mont. Vismes, Wiry-au-Mont. |
| 18 | Ham                 | Ham                   | 29 334                      | 1,18           | 63                          | Ablaincourt-Pressoir, Assevillers, Athies, Belloy-en-Santerre, Berny-en-Santerre, Béthencourt-sur-Somme, Billancourt, Breuil, Brouchy, Buverchy, Chaulnes, Chuignes, Cizancourt, Croix-Moligneaux, Curchy, Dompierre-Becquincourt, Douilly, Ennemain, Épénancourt, Eppeville, Esmery-Hallon, Estrées-Deniécourt, Falvy, Fay, Fontaine-lès-Cappy, Foucaucourt-en-Santerre, Framerville-Rainecourt, Fresnes-Mazancourt, Ham, Herleville, Hombleux, Hypercourt, Languevoisin-Quiquery, Licourt, Lihons, Marchélepot-Misery, Matigny, Mesnil-Saint-Nicaise, Moyencourt, Monchy-Lagache, Morchain, Muille-Villette, Nesle, Offoy, Pargny, Potte, Proyart, Punchy, Puzeaux, Quivières, Rethonvillers, Rouy-le-Grand, Rouy-le-Petit, Saint-Christ-Briost, Sancourt, Soyécourt, Tertry, Ugny-l'Équipée, Vauvillers, Vermandovillers, Villecourt, Voyennes, Y. |
| 19 | Moreuil             | Moreuil               | 22 015                      | 0,89           | 41                          | Arvillers, Aubercourt, Bayonvillers, Beaucourt-en-Santerre, Beaufort-en-Santerre, Berteaucourt-lès-Thennes, Bouchoir, Braches, Caix, Cayeux-en-Santerre, La Chavatte, Chilly, Démuin, Domart-sur-la-Luce, Folies, Fouquescourt, Fransart, Fresnoy-en-Chaussée, Guillaucourt, Hailles, Hallu, Hangard, Hangest-en-Santerre, Harbonnières, Ignaucourt, Maucourt, Méharicourt, Mézières-en-Santerre, Moreuil, Morisel, La Neuville-Sire-Bernard, Parvillers-le-Quesnoy, Le Plessier-Rozainvillers, Le Quesnel, Le Plessier-Rozainvillers, Le Quesnel, Rosières-en-Santerre, Rouvroy-en-Santerre, Thennes, Villers-aux-Érables, Vrély, Warvillers, Wiencourt-l'Équipée. |
| 20 | Péronne             | Péronne               | 27 978                      | 1,13           | 60                          | Aizecourt-le-Bas, Aizecourt-le-Haut, Allaines, Barleux, Bernes, Biaches, Bouchavesnes-Bergen, Bouvincourt-en-Vermandois, Brie, Buire-Courcelles, Bussu, Cartigny, Cléry-sur-Somme, Combles, Devise, Doingt, Driencourt, Épehy, Équancourt, Estrées-Mons, Éterpigny, Étricourt-Manancourt, Feuillères, Fins, Flaucourt, Flers, Ginchy, Gueudecourt, Guillemont, Guyencourt-Saulcourt, Hancourt, Hardecourt-aux-Bois, Hem-Monacu, Hervilly, Herbécourt, Hesbécourt, Herbécourt, Hesbécourt, Heudicourt, Lesbœufs, Liéramont, Longavesnes, Longueval, Marquaix, Maurepas, Mesnil-Bruntel, Mesnil-en-Arrouaise, Moislains, Nurlu, Péronne, Pœuilly, Rancourt, Roisel, Ronssoy, Sailly-Saillisel, Sorel, Templeux-la-Fosse, Templeux-le-Guérard, Tincourt-Boucly, Villers-Carbonnel, Villers-Faucon, Vraignes-en-Vermandois. |
| 21 | Poix-de-Picardie    | Poix-de-Picardie      | 20 744                      | 0,84           | 79                          | Andainville, Arguel, Aumâtre, Aumont, Avesnes-Chaussoy, Beaucamps-le-Jeune, Beaucamps-le-Vieux, Belloy-Saint-Léonard, Bergicourt, Bermesnil, Bettembos, Blangy-sous-Poix, Brocourt, Bussy-lès-Poix, Cannessières, Caulières, Cerisy-Buleux, Courcelles-sous-Moyencourt, Croixrault, Dromesnil, Épaumesnil, Éplessier, Équennes-Éramecourt, Étréjust, Famechon, Fontaine-le-Sec, Forceville-en-Vimeu, Foucaucourt-Hors-Nesle, Fourcigny, Framicourt, Fresnes-Tilloloy, Fresneville, Fresnoy-Andainville, Frettecuisse, Fricamps, Gauville, Fricamps, Gauville, Guizancourt, Hescamps, Heucourt-Croquoison, Hornoy-le-Bourg, Inval-Boiron, Lachapelle, Lafresguimont-Saint-Martin, Lamaronde, Lignières-Châtelain, Lignières-en-Vimeu, Liomer, Marlers, Le Mazis, Meigneux, Méréaucourt, Méricourt-en-Vimeu, Morvillers-Saint-Saturnin, Mouflières, Moyencourt-lès-Poix, Nesle-l'Hôpital, Neslette, Neuville-au-Bois, Neuville-Coppegueule, Offignies, Oisemont, Poix-de-Picardie, Le Quesne, Rambures, Saint-Aubin-Rivière, Saint-Germain-sur-Bresle, Saint-Léger-sur-Bresle, Saint-Maulvis, Sainte-Segrée, Saulchoy-sous-Poix, Thieulloy-l'Abbaye, Thieulloy-la-Ville, Le Translay, Vergies, Villeroy, Villers-Campsart, Vraignes-lès-Hornoy, Woirel. |
| 22 | Roye                | Roye                  | 24 786                      | 1              | 62                          | Andechy, Armancourt, Assainvillers, Ayencourt, Balâtre, Becquigny, Beuvraignes, Biarre, Bouillancourt-la-Bataille, Boussicourt, Bus-la-Mésière, Cantigny, Le Cardonnois, Carrépuis, Champien, Courtemanche, Crémery, Cressy-Omencourt, Damery, Dancourt-Popincourt, Davenescourt, L'Échelle-Saint-Aurin, Erches, Ercheu, Étalon, Ételfay, Faverolles, Fescamps, Fignières, Fonches-Fonchette, Fontaine-sous-Montdidier, Fresnoy-lès-Roye, Goyencourt, Gratibus, Grivillers, Gruny, Grivillers, Gruny, Guerbigny, Hattencourt, Herly, Laboissière-en-Santerre, Laucourt, Liancourt-Fosse, Lignières, Malpart, Marché-Allouarde, Marestmontiers, Marquivillers, Mesnil-Saint-Georges, Montdidier, Piennes-Onvillers, Remaugies, Roiglise, Rollot, Roye, Rubescourt, Saint-Mard, Tilloloy, Trois-Rivières, Verpillières, Villers-lès-Roye, Villers-Tournelle, Warsy. |
| 23 | Rue                 | Rue                   | 25 276                      | 1,02           | 55                          | Ailly-le-Haut-Clocher, Argoules, Arry, Bernay-en-Ponthieu, Le Boisle, Boufflers, Brailly-Cornehotte, Brucamps, Buigny-l'Abbé, Bussus-Bussuel, Cocquerel, Coulonvillers, Cramont, Crécy-en-Ponthieu, Le Crotoy, Dominois, Dompierre-sur-Authie, Domqueur, Ergnies, Estrées-lès-Crécy, Favières, Fontaine-sur-Maye, Fort-Mahon-Plage, Froyelles, Gorenflos, Gueschart, Ligescourt, Long, Francières, Machiel, Machy, Maison-Ponthieu, Maison-Roland, Mesnil-Domqueur, Mouflers, Nampont, Mouflers, Nampont, Neuilly-le-Dien, Noyelles-en-Chaussée, Oneux, Ponches-Estruval, Pont-Remy, Quend, Regnière-Écluse, Rue, Saint-Quentin-en-Tourmont, Saint-Riquier, Vercourt, Villers-sous-Ailly, Villers-sur-Authie, Vironchaux, Vitz-sur-Authie, Vron, Yaucourt-Bussus, Yvrench, Yvrencheux. |
|    |                     |                       | 570 741                     |                | 781                         | |

### Répartition par arrondissement
Contrairement à l'ancien découpage où chaque canton était inclus à l'intérieur d'un seul arrondissement, le nouveau découpage territorial s'affranchit des limites des arrondissements. Certains cantons peuvent être composés de communes appartenant à des arrondissements différents. Dans le département de la Somme, c'est le cas de huit cantons (Ailly-sur-Noye, Albert, Corbie, Doullens, Gamaches, Ham, Moreuil et Poix-de-Picardie).
Le tableau suivant présente la répartition par arrondissement :
| N° | Canton              | Abbeville               | Amiens               | Montdidier | Péronne | Total                   |
| -- | ------------------- | ----------------------- | -------------------- | ---------- | ------- | ----------------------- |
| 1  | Abbeville-1         | 23 + fraction Abbeville |                      |            |         | 23 + fraction Abbeville |
| 2  | Abbeville-2         | 24 + fraction Abbeville |                      |            |         | 24 + fraction Abbeville |
| 3  | Ailly-sur-Noye      |                         | 32                   | 22         |         | 54                      |
| 4  | Ailly-sur-Somme     |                         | 44                   |            |         | 44                      |
| 5  | Albert              |                         | 26                   |            | 41      | 67                      |
| 6  | Amiens-1            |                         | fraction Amiens      |            |         | fraction Amiens         |
| 7  | Amiens-2            |                         | 10 + fraction Amiens |            |         | 10 + fraction Amiens    |
| 8  | Amiens-3            |                         | 7 + fraction Amiens  |            |         | 7 + fraction Amiens     |
| 9  | Amiens-4            |                         | 6 + fraction Amiens  |            |         | 6 + fraction Amiens     |
| 10 | Amiens-5            |                         | 2 + fraction Amiens  |            |         | 2 + fraction Amiens     |
| 11 | Amiens-6            |                         | 5 + fraction Amiens  |            |         | 5 + fraction Amiens     |
| 12 | Amiens-7            |                         | 4 + fraction Amiens  |            |         | 4 + fraction Amiens     |
| 13 | Corbie              |                         | 33                   |            | 7       | 40                      |
| 14 | Doullens            | 3                       | 41                   |            |         | 44                      |
| 15 | Flixecourt          |                         | 24                   |            |         | 24                      |
| 16 | Friville-Escarbotin | 24                      |                      |            |         | 24                      |
| 17 | Gamaches            | 35                      | 1                    |            |         | 36                      |
| 18 | Ham                 |                         |                      | 6          | 61      | 67                      |
| 19 | Moreuil             |                         | 1                    | 42         |         | 43                      |
| 20 | Péronne             |                         |                      |            | 60      | 60                      |
| 21 | Poix-de-Picardie    | 35                      | 44                   |            |         | 79                      |
| 22 | Roye                |                         |                      | 62         |         | 62                      |
| 23 | Rue                 | 55                      |                      |            |         | 55                      |
|    |                     | 200                     | 281                  | 132        | 169     | 782                     |